# Six Personnages en quête d'auteur
Six Personnages en quête d'auteur (Sei personaggi in cerca d'autore) est une pièce de théâtre écrite par Luigi Pirandello en 1921.

## Argument
Sur le plateau d’une scène de théâtre, le chef machiniste installe le décor de la pièce Le Jeu des rôles (autre pièce de Pirandello), que la troupe de théâtre est sur le point de répéter. Le régisseur annonce alors l’arrivée du Directeur, chef de troupe, pour la répétition.
Pendant que ce dernier règle des détails avec les acteurs concernant leur pièce, six personnages font leur arrivée : il s’agit d’une famille entière, comprenant la mère, le père, la belle-fille, le fils, l’adolescent et la fillette (ces deux derniers rôles sont muets), à la recherche d’un auteur pour écrire leur pièce. Ce sont six personnages cachant en eux un drame sous une apparence tranquille.
Ils interpellent le Directeur afin qu’il prenne en charge leur drame, mais sont insatisfaits de l’interprétation des acteurs de leur personnage. Ils affirment que ce n’est pas comme ça qu’ils l’ont vécu, que ce n’est pas de la fiction mais leur réalité. Les acteurs ne peuvent être vrais puisqu’au fond cela ne l’est pas : c’est du théâtre, ce n’est qu’une imitation. Par conséquent, les personnages et les acteurs se querellent à propos de ce qui est réalité et fiction et de la véracité de leur jeu.
Les personnages finissent par jouer eux-mêmes leurs scènes devant la troupe, si bien qu’avec le temps, on croit que ce n’est plus de la fiction et que le drame est réel, ce qui trouble plusieurs acteurs et personnages. À la fin, l’adolescent et la fillette meurent, et tous croient que c’est ou bien de la fiction, ou bien la réalité des personnages. Plus personne ne détient LA vérité. Tout devient chaos. Les acteurs partent et le Directeur reste seul sur scène le temps de ramasser ses affaires en disant que tout cela lui a fait perdre une journée entière de répétition. À sa sortie, on voit en ombre sur la toile du fond les silhouettes des personnages, sauf celles de l'Adolescent et de la Fillette.

## Le drame des personnages
Bien des années avant l'époque du drame, le père et la mère furent mariés. Le fils est le fruit de cette liaison. Voulant pour son fils une éducation paysanne robuste et considérant la mère, un peu trop frêle, incapable de la lui procurer, le père l'envoie dès son plus jeune âge en pension loin de la maison familiale, ce qui attriste la mère. Remarquant l'intérêt mutuel de sa femme et de son secrétaire, le père, croyant bien faire, les chasse tous les deux pour qu'ils puissent être ensemble. De l'union du nouveau couple naîtront successivement la belle-fille, puis l'adolescent et la fillette.
Le père, manifestant un intérêt secret pour cette famille qu'il a indirectement construite, va fréquemment voir la belle-fille à la sortie de l'école, jusqu'à ce que ses parents décident de déménager. Le père perd alors leur trace et reprend une vie normale.
Quelques années plus tard, la mère, la belle-fille, ayant alors 18 ans, l'adolescent et la fillette reviennent habiter dans cette ville qu'ils avaient abandonnée, à la suite du décès du secrétaire. Le père n'est pas au courant de ce retour. Deux mois après, la famille est encore en deuil, la mère et la belle-fille s'habillant toujours de noir.
Manquant d'argent pour subvenir aux besoins de la famille endeuillée et n'imaginant rien de bénéfique à reprendre contact avec le père, la mère se voit dans l'obligation de travailler comme couturière dans un magasin de vêtement. Son employeur, Mme Pace, se sert en fait de sa boutique comme couverture pour cacher ses activités illégales. Elle encourage les jeunes filles de ses employées à se prostituer pour satisfaire ses clients.
La belle-fille se résigne à exercer elle-même cette activité sans en avertir la mère. Celle-ci finit par la découvrir avec horreur nue dans les bras d'un homme qui n'est autre que le père, fréquentant semble-t-il régulièrement l'établissement.
Le père, rongé par le remords, invite la mère à venir habiter chez lui avec ses enfants. La mère retrouve alors son fils qu'elle n'a jamais véritablement connu. Mais lui, le fils, reste très froid vis à vis de cette mère qu'il n'a pas eu l'occasion de connaître dans son enfance et donc pour laquelle il n'éprouve rien ; de plus, il montre du mépris pour la belle-fille, l'adolescent et la fillette (qui ont la même mère que lui, mais un père subalterne).
La belle-fille montre clairement sa rancœur et son dégoût envers le père qu'elle a rencontré dans des circonstances dramatiques. Le climat familial est très pesant et particulièrement douloureux pour la mère.
Le drame familial se termine par la mort de la fillette qui se noie dans un bassin et le suicide par arme à feu de l'adolescent.

## Structure et divisions
La pièce ne comporte ni scènes, ni actes. La représentation est interrompue seulement deux fois : lorsque le Directeur chef de troupe et les personnages se retirent pour établir le scénario et que les Acteurs évacuent le plateau pour prendre une pause, sans que le rideau se baisse. La seconde fois, c’est le machiniste qui baisse le rideau par erreur alors que les personnages jouent une scène. Cette pièce est fondée sur la mise en abyme : tout le long, les spectateurs sont ignorés comme s’il s’agissait vraiment d’une répétition et qu’ils n’étaient pas là.

## Version française
L'adaptation française est l'œuvre de Benjamin Crémieux. La pièce est créée le 10 avril 1923 à la Comédie des Champs-Élysées avec une mise en scène de Georges Pitoëff. Elle est redonnée par Pitoëff le 4 janvier 1937 au théâtre des Mathurins avec la même distribution :
- Georges Pitoëff : le père
- Marie Kalff : la mère
- Jean Hort : le fils
- Ludmilla Pitoëff : la belle-fille
- Andrée Tainsy : Mme Pace
- Louis Salou : le directeur
- Léon Larive : le grand premier rôle
- Madeleine Milhaud : l'ingénue
- Nora Sylvère : la grande coquette.

## Inspiration
- Woody Allen s'est très librement inspiré de la pièce pour son film La rose pourpre du Caire (sorti en 1985), film qu'il cite régulièrement parmi ses préférés.